# Новый Голливуд
Новый Голливуд (англ. New Hollywood) — период в истории Голливуда, который продолжался с момента отмены в 1967 году кодекса Хейса, на котором строилась классическая студийная система, приблизительно до 1980 года.
Американское кино конца 1960-х и 1970-х годов иногда характеризуется как «американская новая волна» (англ. American New Wave) в знак того, что основные режиссёры этого времени занимались освоением достижений Французской новой волны и в целом испытали значительное влияние европейского интеллектуального кино. Под влиянием теории авторского кино режиссёрам предоставлялась немыслимая ранее творческая свобода. Небывалого авторитета достигли в США кинокритики, такие как Полин Кейл и Эндрю Саррис.
Фильмы Стэнли Кубрика, Ф. Ф. Копполы, Мартина Скорсезе, Романа Полански, Вуди Аллена, Роберта Олтмена, Питера Богдановича, Сэма Пэкинпа, Милоша Формана и ряда других режиссёров воспринимались как мейнстрим американского кино, финансировались крупнейшими киностудиями, номинировались на премии Киноакадемии, оттого их нельзя относить к независимому кино «не для всех» (к которому, например, принадлежит продукция «Фабрики» Энди Уорхола или «Голова-ластик» Д. Линча). Тем не менее корифеи Нового Голливуда не боялись экспериментировать с формой и браться за самые сложные и спорные темы, которые традиционно оставались вне рамок коммерческого кинематографа.

## Эволюция
Новый Голливуд родился в условиях художественного кризиса, который переживал Голливуд в 1960-е годы. Молодёжная аудитория всё больше предпочитала европейские фильмы, традиционные голливудские жанры вроде вестерна и пеплума приходили в упадок. Огромные вложения в традиционные коммерческие ленты с любовным сюжетом и ярчайшими кинозвёздами часто не окупались (показателен в этом смысле провал блокбастера «Клеопатра»). В то же время смелые по форме и содержанию проекты, ориентированные на молодого зрителя, как, например, криминальный фильм «Бонни и Клайд», комедия «Выпускник» и бессюжетный роуд-муви «Беспечный ездок», приносили солидные сборы.
Всё это заставляло киностудии идти на риск, передоверяя создание фильмов всецело в руки режиссёров, подчас весьма молодого возраста. Стали востребованы актёры новой формации, в совершенстве освоившие систему Станиславского и искусство перевоплощения, — Дастин Хоффман, Джек Николсон, Роберт Де Ниро, Аль Пачино, Джин Хэкмен. Большой вклад в кинопроизводство стали вносить небольшие малобюджетные студии вроде BBS Productions Боба Рэфельсона, которая выпустила нашумевшие ленты «Беспечный ездок», «Пять лёгких пьес», «Последний киносеанс». По характеристике Андрея Плахова, «Новый Голливуд» — это «славная эпоха американского кино, наполненная духом неприкаянности, бродяжничества, поиском альтернативных ценностей»:

Пожалуй, не было периода столь тесного соприкосновения американской и европейской кинокультур, как на рубеже 60—70-х. Эпоха хиппи, психоделии, сексуальной революции и молодёжных протестов сблизила Америку с Европой, потребовала от кинематографистов более гибких сюжетных структур.
В начале 1970-х финансирование находило даже сугубо авангардное по сегодняшним меркам кино вроде «Последнего фильма» Денниса Хоппера. В отличие от столпов классического Голливуда (Хичкок, Уайлдер, Хоукс, Форд, Уайлер), режиссёры молодого поколения с пиететом относились к европейским интеллектуалам от кино. Их собственные работы на равных конкурировали с элитарным европейским кино на крупнейших фестивалях Европы. Более того, некоторые европейские режиссёры с именем (Полански, Антониони, Маль) переехали работать в США.
Пик Нового Голливуда связан с выходом политических фильмов, запечатлевших параноидальное состояние американского общества после войны во Вьетнаме и уотергейтских разоблачений («Разговор», «Заговор „Параллакс“», «Три дня Кондора», «Вся президентская рать»).
Ситуацию изменило появление эпохи блокбастеров, начавшейся после выхода в 1975 году фильма Стивена Спилберга «Челюсти». После этого киностудии стали всерьёз вкладываться именно в такое кино для массового зрителя, где уже главную роль играла не рефлексия или социальный подтекст, а острые ощущения, спецэффекты. Фильмы-катастрофы или фантастические саги Стивена Спилберга и Джорджа Лукаса могли сниматься сериально (как, например, «Звёздные войны», «Индиана Джонс»). По мере того, как американское общество пыталось развеяться от социально-политических потрясений 1970-х годов, развлекательная составляющая фильмов вытесняла общественно-политическую. Чемпионами кассовых сборов всё чаще становились музыкальные комедии с участием звёзд лёгкой танцевальной музыки — диско. Возвращалась мода на исторические фильмы («Дни жатвы»). Финансировать поисковые проекты остросоциальной тематики становилось всё сложнее. Провал в прокате таких лент, как «Врата рая» и «Разыскивающий» в 1980 году, окончательно разубедил голливудских продюсеров вкладываться в авторское кино.

## Список значимых фильмов Нового Голливуда
Ниже представленный список — хронологический список фильмов периода Нового Голливуда, которые оригинальны или известны.
| - Кто боится Вирджинии Вулф? (1966) - Полуночная жара (1967) - Бонни и Клайд (1967) - Инцидент, или Случай в метро (1967) - Хладнокровный Люк (1967) - Грязная дюжина (1967) - Выстрел в упор (1967) - Выпускник (1967) - Лица (1968) - Афера Томаса Крауна (1968) - Ребёнок Розмари (1968) - Космическая одиссея 2001 года (1968) - Буллит (1968) - Беспечный ездок (1969) - Полуночный ковбой (1969) - Холодным взором (1969) - Хватай деньги и беги (1969) - Дикая банда (1969) - Люди дождя (1969) - Боб и Кэрол, Тед и Элис (1969) - Бутч Кэссиди и Санденс Кид (1969) - Загнанных лошадей пристреливают, не правда ли? (1969) - Военно-полевой госпиталь (1970) - Мужья (1970) - Пять лёгких пьес (1970) - Джо (1970) - Маленький большой человек (1970) - Брюстер МакКлауд (1970) - Безопасное место (1971) - Двухполосное шоссе (1971) - Паника в Нидл-Парке (1971) - Клют (1971) - Маккейб и миссис Миллер (1971) - Познание плоти (1971) - Последний фильм (1971) - Больница (1971) - Заводной апельсин (1971) - Последний киносеанс (1971) - Грязный Гарри (1971) - Французский связной (1971) - Соломенные псы (1971) | - Исчезающая точка (1971) - Гарольд и Мод (1971) - Кабаре (1972) - Крёстный отец (1972) - Садовый король (1972) - Избавление (1972) - Приключения кота Фрица (1972) - В чём дело, док? (1972) - Мотылёк (1973) - Американские граффити (1973) - Пустоши (1973) - Изгоняющий дьявола (1973) - Долгое прощание (1973) - Последний наряд (1973) - Злые улицы (1973) - Пэт Гэрретт и Билли Кид (1973) - Бумажная луна (1973) - Серпико (1973) - Пугало (1973) - Афера (1973) - Сёстры (1973) - Западный мир (1973) - Воры как мы (1974) - Сверкающие сёдла (1974) - Алиса здесь больше не живёт (1974) - Гарри и Тонто (1974) - Китайский квартал (1974) - Разговор (1974) - Захват поезда Пелэм 1-2-3 (1974) - Крёстный отец 2 (1974) - Шугарлендский экспресс (1974) - Заговор «Параллакс» (1974) - Женщина под влиянием (1974) - Молодой Франкенштейн (1974) - Три дня Кондора (1975) - Пролетая над гнездом кукушки (1975) - Собачий полдень (1975) - Нэшвилл (1975) - Шампунь (1975) - Ночные ходы (1975) - День Саранчи (1975) | - Барри Линдон (1975) - Омен (1976) - Убийство китайского букмекера (1976) - Джоси Уэйлс — человек вне закона (1976) - Вся президентская рать (1976) - Марафонец (1976) - Кэрри (1976) - Телесеть (1976) - Рокки (1976) - Таксист (1976) - Энни Холл (1977) - Нью-Йорк, Нью-Йорк (1977) - Колдун (1977) - В поисках мистера Гудбара (1977) - Три женщины (1977) - Лихорадка субботнего вечера (1977) - Полуночный экспресс (1978) - Возвращение домой (1978) - Интерьеры (1978) - Охотник на оленей (1978) - Дни жатвы (1978) - Небеса могут подождать (1978) - Незамужняя женщина (1978) - Весь этот джаз (1979) - Будучи там (1979) - Апокалипсис сегодня (1979) - Крамер против Крамера (1979) - Манхэттен (1979) - Сияние (1980) - Разыскивающий (1980) - Врата рая (1980) - Бешеный бык (1980) - Рэгтайм (1981) - Прокол (1981) - Красные (1981) - Путь Каттера (1981) - Все они смеялись (1981) - Бегущий по лезвию (1982) - От всего сердца (1982) - Король комедии (1982) - Лицо со шрамом (1983) |

Режиссёры Нового Голливуда
| - Вуди Аллен - Роберт Олтмен - Мартин Скорсезе - Фрэнсис Форд Коппола - Брайан Де Пальма - Артур Пенн - Боб Рейфелсон - Питер Богданович | - Джон Кассаветис - Терренс Малик - Майкл Чимино - Пол Шредер - Майк Николс - Деннис Хоппер - Ричард Раш - Уильям Фридкин | - Боб Фосс - Милош Форман - Роман Полански - Алан Пакула - Джерри Шацберг - Стэнли Кубрик - Монте Хеллман - Хэл Эшби |